# روبرتو كاستيلو غيريرو
روبرتو كاستيلو غيريرو (بالإسبانية: Roberto Castillo Guerrero)‏ هو لاعب كرة قدم ومدرب كرة قدم تشيلي، ولد في 5 يناير 1984 في سانتياغو في تشيلي. لعب مع ديبورتيس أنتوفاغاستا.

## وصلات خارجية
- روبرتو كاستيلو غيريرو على موقع قاعدة بيانات كرة القدم.إي يو (الإنجليزية)
- روبرتو كاستيلو غيريرو على موقع Soccerway.com (الإنجليزية)